# Magdalena Pietersz
Magdalena Pietersz. (Haarlem, antes de 1560-después de 1592), fue una pintora neerlandesa del Renacimiento.

## Biografía
Hija del pintor de vidrio Pieter Adriaensz, nació en Haarlem. Contrajo matrimonio con el también pintor Pieter Pietersz en 1577. En 1585 los esposos se trasladaron a Ámsterdam, donde más tarde tuvieron un hijo que fue bautizado en 1592. Es conocida por sus escenas de mercado a la manera de Joachim Beuckelaer.